# Јоанис Метаксас
Јоанис Метаксас (грч. Ιωάννης Μεταξάς; Итака, 12. април 1871 — Атина, 29. јануар 1941) је био грчки генерал и државник.
Као премијер и министар војске 1936. распустио је Парламент и успоставио личну диктатуру. У Другом светском рату у октобру 1940. одбио ултиматум фашистичке Италије и организовао отпор италијанској агресији. Владао је до смрти 1941.

## Војна каријера
Рођен у Итаки, Метаксас је био професионални официр, сведок грчко-турског рата 1897. године. Након студија у Немачкој, вратио се да би се придружио Генералштабу и био део модернизацијских процеса грчке војске пре Балканских ратова (1912−1913), у којим је активно учествовао. Био је постављен за начелника грчког Генералштаба 1913. и био унапређен у чин генерал-потпуковника 1916. Припремао је планове за војне нападе и спроводио дипломатију у Првом и Другом балканском рату који су довели до окупације онога што данас формира северне провинције Грчке Тракије, Македоније и Епира.
Непоколебљиви монархиста, Метаксас је подржао Константина I и противио се уласку Грчке у Први светски рат. Елефтериос Венизелос, премијер, поднео је оставку због одбијања Метаксаса да помогне савезницима у неуспешној дарданелској кампањи и користи рат као главни адут на изборима. Када је Венизелос освојио изборе у мају 1915, мобилисао је војску да помогне Србији, али је био одбијен од стране краља. Ово одбијање повећало је јаз између монархиста и венизелиста, стварајући “Национални раскол” који је мучио грчку политику неколико наредних деценија. Августа 1916, венизелски официри су покренули побуну у Солуну, која је резултирала успостављању посебне “Владе народне одбране” под Венизелосом. Нова влада, уз подршку савезника, проширила је своју контролу над половином земље и ушла у рат на савезничку страну. Јуна 1917, уз подршку савезника, краљ Константин је свргнут и Венизелос је дошао на власт, проглашавајући рат у име целе земље 29. јуна 1917.